# Rikshistoriograf
Rikshistoriograf var en ämbetsman i Kanslikollegium med uppgiften att på statens uppdrag nedteckna Sveriges historia för att legitimera kungamakten. Historiker med denna uppgift fanns tidigare, särskilt under Gustav Vasas regering. Ämbetet som rikshistoriograf gavs 1618 till nederländaren Daniel Heinsius (1580–1655), som aldrig tillträdde. Den förste aktive rikshistoriografen var Aegidius Girs (död 1639).
”Ämbetet var dock egentligen endast en titel och medförde inga särskilda löneförmåner.”
Samuel von Pufendorf var rikshistoriograf 24 augusti 1677–23 maj 1694 (tjänstledig från januari 1688). Åren 1760–84 var Magnus von Celse rikshistoriograf, men han erhöll på grund av försvagad hälsa tjänstefrihet 1767. 
Posten avskaffades 1834.